# Битва на лінії Гінденбурга
Битва на лінії Гінденбурга (англ. Battle of the Hindenburg Line) — серія великомасштабних наступальних операцій союзних військ Антанти з метою прориву лінії Гінденбурга, що відбувалися на Західному фронті Першої світової війни. 26 вересня 1918 року союзники по Антанті атакували німецькі позиції, намагаючись прорвати глибоешелоновану німецьку оборонну «лінію Гінденбурга». Наступ завершився поразкою німецької армії та капітуляцією Німеччини.

## Історія

### Загальна ситуація на Західному фронті
Загальна стратегічна обстановка на фронтах Першої світової війни багато в чому покращилася на користь Антанти. Із завершенням Сен-Мієльської операції перша частина плану союзного командування на другу половину кампанії 1918 була виконана. Союзникам вдалося досягти рішучої переваги в протистоянні із Німецькою імперією. Одночасно, на фоні нарощування наступальних спроможностей Антанти стан німецької армії ставав все більш жахливим. Наприкінці літа 1918 року більшість дивізій брали участь у боях вже по 2—3 рази і були знекровлені, в ротах залишалося по 40—80 бійців, усе сильніше давало про себе знати повна відсутність танків і нестача засобів протитанкової оборони для боротьби з новітньою зброєю. Дисципліна на фоні зростання революційної пропаганди катастрофічно падала. Серед німецьких солдатів і матросів все частіше лунали заклики призови закінчити війну.
Німецьке командування ще намагалося утримати фронт і докладало зусиль щодо посилення оборони. Лінія Гінденбурга (Зігфріда), на яку німецькі армії були витіснені у серпні 1918 року, йшла від річки Ліс по лінії Армантьєр, на захід від Камбре і Сен-Кантена, через Ла-Фер, Беррі-о-Бак, Фім. Вона складалася з кількох оборонних ліній, ешелонованих у глибину до 7 км, мала велику кількість бетонованих укріплень, що добре розміщені на місцевості, зокрема, на водних перешкодах, що перешкоджали діям танків.
В очікуванні ворожого наступу в тилу німецького фронту від моря до Мааса терміново будували ще три укріплені рубежі. Перша лінія оборони проходила лінією Гент, Конде, Валансьєнн, Ле-Като, Гіз, Ретель, Вузьє, Консанвуа. Друга лінія, так звана Антверпен-Мааська позиція, проходила через Антверпен, Брюссель, Намюр, Живе і далі вгору за течією Мааса до Вердена. І вже у жовтні 1918 року почалося зведення третього оборонного рубежу, що проходив уздовж німецького кордону. Німцям хронічно не вистачало робочої сили, тож будівництво тилових оборонних рубежів йшло повільно, і їх не встигли обладнати. В результаті нові лінії оборони не становили серйозних перешкод для просування супротивника. Одночасно верховне командування розпочало евакуацію військового майна до Німеччини та розпочало підготовку до повного руйнування залізничних доріг та населених пунктів на захоплених територіях Франції та Бельгії.
Союзники спланували масштабний наступ майже по всій лінії зіткнення, намагаючись серією потужних ударів проломити німецьку оборону та вирватися на оперативний простір. Головний удар по обидва боки від Аргоннського лісу у напрямку на Мезьєр завдавали 1-ша американська та 4-та французька армії. Другий удар намічався на фронті між Сен-Кантеном і Камбре силами 1-ї, 3-ї та 4-ї британських армій. На північному фланзі, між узбережжям та річкою Ліс, у наступ переходили війська Фландрської групи армій під командуванням бельгійського короля Альберта.

### Наступ союзників
26 вересня 1918 року о 05:30, після десятигодинної артилерійської підготовки, 4-та французька армія, а через п'ять хвилин, після тригодинної артпідготовки, і 1-ша американська армія генерала Д. Першинга під прикриттям вогневого валу і за підтримки літаків і танків почали штурм німецьких позицій на фронті від р. Сюіпп до Маасу протяжністю близько 90 км. Оборону на цій ділянці фронту тримали всього 13 німецьких піхотних дивізій. Це була найбільша та одна з найкривавіших битв в історії США в ході Першої світової війни.
28 вересня група армій під командуванням Альберта I Бельгійського (бельгійська армія, британська 2-га армія та французька 6-та армія) атакувала поблизу Іпра у Фландрії (п'ята битва при Іпрі). Обидві атаки спочатку мали непоганий прогрес, але потім були сповільнені через труднощі з постачанням. Великий наступ передбачав наступ на складній місцевості, в результаті чого лінія Гінденбурга була зламана лише 17 жовтня.
29 вересня почалася атака на центральному відтинку лінії Гінденбурга, коли 4-та британська армія (з британськими, австралійськими та американськими силами) вступила в битві біля каналу Сен-Квентін, а 1-ша французька армія атакувала укріплення за межами Сен-Квентіна. Битві передувала найбільша артилерійська підготовка британської армії у війні. В артилерійському наступі брало участь близько 1600 гармат (1044 польових гармат та 593 важкі гармати та гаубиці), випущено майже 1 000 000 снарядів за порівняно короткий період часу До 5 жовтня союзники прорвали всю глибину оборони Гінденбурга на фронті довжиною 31 км. Генерал Роулінсон писав: «Якби „боші“ [німці] не показали явних ознак погіршення протягом останнього місяця, я б ніколи не думав атакувати лінію Гінденбурга. Якби її захищали німці два роки тому, це було б звичайно, були неприступними…»
8 жовтня 1-ша і 3-тя британські армії прорвали лінію Гінденбурга в другій битві при Камбре. Цей крах змусив німецьке верховне командування визнати, що війну необхідно закінчувати якомога скоріше. Докази падіння морального духу Німеччини також переконали багатьох командувачів і політичних лідерів союзників у тому, що війну можна закінчити в 1918 році; раніше всі зусилля були зосереджені на нарощуванні сил для рішучого наступу в 1919 році.